# Специализированный научно-исследовательский институт приборостроения
Специализи́рованный нау́чно-иссле́довательский институ́т приборострое́ния (АО «СНИИП») — научная организация в области ядерного приборостроения и радиационной безопасности. Создан в 1952 году по инициативе И. В. Курчатова. Располагается в Москве. Первоначально назывался Центральное конструкторское бюро-1, затем НИИ-1 и СНИИП, НИЦ «СНИИП». В советское время в открытой документации фигурировал как п/я 1598.

## История
- 1952 год. Решением Совета Министров СССР от 19 апреля 1952 года образовано ЦКБ-1. Первым директором был назначен Сергей Вартанович Мамиконян, под руководством которого был создан ряд блоков детектирования, приборы медицинского назначения, устройства и комплексы для измерения характеристик ионизирующих излучений. Была создана аппаратура для поиска урановых руд и контроля технологических процессов при её переработке.
- 1957 год. ЦКБ-1 преобразован в НИИ-1.
- 1961 год. Директором назначен Николай Архипович Шеховцов. При нём были разработаны усовершенствованные приборы для измерения характеристик ионизирующих излучений различного назначения. Удалось заметно уменьшить габаритные размеры приборов, снизить потребляемую мощность и повысить надёжность. Начались работы по созданию аппаратуры контроля и управления реакторными установками. Большое внимание уделялось созданию приборов для научно-космических исследований. Была открыта база отдыха «Золотая поляна» (теперь «Золотая лоза»).
- 1963 год. Приказом Госкомитета по использованию атомной энергии СССР от 19 апреля 1963 года № 064 НИИ-1 переименован в Союзный научно-исследовательский институт приборостроения (СНИИП).
- 1973 год. Директором института становится Виктор Васильевич Матвеев. Под его руководством проводились большие работы по дальнейшему улучшению измерительных и эксплуатационных характеристик аппаратуры, применению в приборах полупроводниковых детекторов и микросхем с повышенной степенью интеграции. Приборы, созданные в это время, обеспечили проведение ряда космических исследований с борта космических аппаратов, исследование состава пород на поверхности Луны, Венеры и Марса и изучения кометы Галлея.
- 1974 год. Указом Президиума Верховного Совета СССР от 3 октября 1973 года за успехи в выполнении плановых заданий 20 сотрудников СНИИП награждены орденами и медалями, в том числе орденом Октябрьской Революции.
- 1977 год. Пуск в промышленную эксплуатацию первого блока АЭС Ловииса в Финляндии, первой зарубежной АЭС, для которой оборудование радиационного контроля разрабатывалось и изготавливалось в СНИИП.
- 1980 год. В состав ВМФ вошёл первый советский надводный крейсер с ЯЭУ «Киров» (ныне «Адмирал Ушаков»), для которого оборудование радиационного контроля разрабатывалось и изготовлялось в СНИИП.
- 1981 год. Указанием Минсредмаша СССР от 7 июля 1981 года СНИИП назначен головной организацией по разработке средств защиты личного состава и техники от воздействия оружия массового поражения.
- 1982 год. Приказом Министра среднего машиностроения СССР от 25 марта 1982 года СНИИП назначен базовым предприятием по разработке и внедрению типовых проектов АСУ НИИ для институтов.
- 1985 год. Указом Президиума Верховного Совета СССР от 8 февраля 1985 года СНИИП награждён орденом Трудового Красного Знамени.
- 1992 год. СНИИП переименован в Научно-инженерный центр (НИЦ) «СНИИП».
- 1997 год. Генеральным директором НИЦ «СНИИП» назначен Сергей Борисович Чебышов. Под его руководством в короткие сроки была проведена большая работа по разработке и освоению выпуска новых типов приборов, в том числе блоков и устройств детектирования объёмной активности газовых сред, аэрозолей, радиоактивного йода и жидких сред. Разработанные в период 1997—2005 гг. системы, аппаратурные комплексы, новые приборы и блоки детектирования в настоящее время определяют основную номенклатуру продукции, поставляемой СНИИП. Всего за 1997—2005 годы было проведено около 500 работ, поставлено заказчикам более 2500 различных приборов, блоков и установок, предназначенных для измерения ионизирующих излучений.
- 1997—2002 гг. В этот период было создано новое поколение информационно-управляющих комплексов и систем для ВМФ РФ.
- 2000 год. Проведены модернизация, изготовление и поставка автоматизированной системы контроля радиационной обстановки на территории Ростовской АЭС и в промзоне, а также системы индивидуального дозиметрического контроля. Выполнен большой объём работ по переоснащению и продлению сроков службы систем радиационного контроля на судах с ядерными энергетическими установкам Мурманского морского пароходства.
- 2001−2003 гг. Под руководством С. Б. Чебышова был разработан базовый комплекс технических средств, на основе которого в 2004 г. была создана автоматизированная система радиационного контроля (АСРК-01) нового поколения, введённая в 2005 г. в промышленную эксплуатацию на 3-м энергоблоке Калининской АЭС. В настоящее время аналогичная АСРК введена в промышленную эксплуатацию на 2-м энергоблоке Ростовской АЭС и в опытно-промышленную эксплуатацию на 4-м энергоблоке Калининской АЭС.
- 1999—2005 НИЦ «СНИИП» совместно с РНЦ «Курчатовский институт» разработал, освоил производство и обеспечил комплектную поставку новой, ранее никогда не поставлявшейся на АЭС системы контроля, управления и диагностики реакторной установки (СКУД) на 3-й энергоблок Калининской АЭС (2004 г.), на АЭС в Бушере и в Китай.
- 2008 год. ФГУП «НИЦ СНИИП» преобразован в ОАО «СНИИП».
- 2012 год. АО «Атомэнергомаш» выкупило 100 % акций АО «СНИИП»
- 2019 год. АО «РАСУ» выкуплено 100 % акций АО «СНИИП»

## Научно-исследовательские отделы
- Конструкторский отдел состоит из конструкторских бюро, специализирующихся по закреплённым тематическим направлениям. Отдел развивает блочный и функционально-узловой методы конструирования.
- Технологический отдел занимается созданием и внедрением новой технологии при конструировании приборов для измерения и исследования ионизирующих излучений, обобщением и практическим применением накопленного в приборостроении опыта технологической проработки.
- Отдел научно-технической информации осуществляет ознакомление специалистов Института с передовым производственным опытом. Отдел имеет научно-техническую библиотеку, редакционно-издательское бюро с типографией, выпускающей научно-технический и производственно-технический сборники, техническую документацию, а также рекламные материалы по разработкам СНИИП.
- Опытно-экспериментальное производство оснащено современным оборудованием, состоит из цехов и участков и выполняет все виды работ по изготовлению образцов приборов и установок, соответствующих профилю деятельности Института, а также работы, связанные с ремонтом и обслуживанием инженерных сооружений.
- Базовый отдел надёжности, испытаний и технического контроля следит за соответствием образцов изделий конструкторской документации, проводит на предприятиях отрасли государственные приёмочные и контрольные испытания, проверяет качество продукции опытно-экспериментального производства, руководит работами, связанными с управлением качеством и эффективностью работ на опытно-экспериментальном производстве.
- Научно-исследовательский отдел стандартизации готовит и рассылает отраслевые и международные стандарты, а также издает отраслевой производственно-технический сборник.
- Центр метрологии и испытаний занимается предоставлением комплексных услуг по выполнению поверочных работ средств измерений и проведению испытаний с целью утверждения типа средств измерений ионизирующих излучений для продукции, разработанной и выпускаемой предприятием, так и для внешнего заказчика.

## Собственники и руководство
100 % акций предприятия принадлежит компании АО «Атомэнергомаш», в 2019 году предприятие перешло под руководство компании АО «РАСУ». В настоящее время директором института является Карцев Александр Леонидович.

## Направления деятельности
- Создание аппаратуры для радиационного контроля на ядерных объектах.
- Производство оборудования для контроля радиационной обстановки на предприятиях атомной отрасли и других особо опасных объектах.
- Системы диагностики, контроля и управления атомными реакторами.
- Системы и приборы для учёта и контроля ядерных материалов, радиоактивных веществ и радиоактивных отходов.
- Создание комплексов для построения систем дезометрического контроля облучения персонала
- Система контроля перемещения радиоактивных веществ и ядерных материалов.
- Компьютерные технологии моделирования.
- Плазменные комплексы для переработки отходов.
- Реализация нанотехнологий и создание специальной элементной базы.
- Работы по разработке специального оптоволокна.

## Основная продукция
- АСРК (автоматизированная система радиационного контроля).
- СКУ РУ (система комплексного управления реакторной установкой для реакторов типа ВВЭР)
- СВРК (система внутриреакторного контроля)
- АСКРО (автоматизированная система контроля радиационной обстановки)
- ИУС МН (информационно-управляющая система многоцелевого назначения)
- КДУ (корабельные дозиметрические установки)